# Mistrzostwa Świata w Wyciskaniu Belki 2008
Mistrzostwa Świata w Wyciskaniu Belki – (The World Log Lift
Championships) mistrzostwa świata siłaczy w jednej, wybranej
konkurencji: Wyciskaniu belki w pozycji stojącej.
Rozegrane zostały po raz pierwszy w 2008 r.

Data: 16 listopada 2008 r.

Miejsce: Wilno  Litwa

WYNIKI ZAWODÓW:

| Miejsce | Zawodnik              | Kraj    | Zaliczony ciężar       |
| ------- | --------------------- | ------- | ---------------------- |
| 1.      | Žydrūnas Savickas     | Litwa   | 200 kg                 |
| 2.      | Michaił Koklajew      | Rosja   | 195 kg                 |
| 2.      | Ołeksandr Łaszyn      | Ukraina | 195 kg                 |
| 2.      | Sebastian Wenta       | Polska  | 195 kg (rekord Polski) |
| 5.      | Ervin Katona          | Serbia  | 180 kg (rekord Serbii) |
| 5.      | Krzysztof Radzikowski | Polska  | 180 kg                 |
| 7.      | Agris Kazeļņiks       | Łotwa   | 170 kg                 |
| 8.      | Saulius Brusokas      | Litwa   | 160 kg                 |
| 8.      | Tobias Ide            | Niemcy  | 160 kg                 |
| 10.     | Ołeksandr Pekanow     | Ukraina | nie zaliczył           |